# Тім Візе
Тім Візе (нім. Tim Wiese, нар. 17 грудня 1981, Бергіш-Гладбах, ФРН) — німецький футбольний воротар. Наразі закінчив кар'єру професійного футболіста.

## Клубна кар'єра
Тім Візе — вихованець леверкузенського «Байєра», він 10 років виступав за дитячі та молодіжні команди цього клубу. У дорослому футболі дебютував в 2000 році в складі «Фортуни» з Кельна, в третьому німецькому дивізіоні. У ході зимового трансферного вікна сезону 2001/02 перейшов до вищолігового «Кайзерслаутерна», де спочатку грав за дублюючий склад у третьому дивізіоні. Спочатку Візе був третім воротарем після Георга Коха та Романа Вайденфеллера. Після трансферу Вайденфеллера в Дортмундську «Боруссію» почалася боротьба між Візе та Кохом за право бути основним голкіпером команди; Тім дебютував у Бундеслізі на початку сезону 2002/03, але, пропустивши у двох матчах чотири м'ячі, знову поступився місце Коху. Після зимової перерви Візе все ж став основним голкіпером команди і був визнаний одним з найталановитіших молодих воротарів Бундесліги. Візе був основним воротарем клубу в сезоні 2003/04, пропустивши лише два матчі (через червоні картки). Тім залишався основним воротарем «Кайзерслаутерна» до кінця листопада 2004, коли поступився своїм місцем ветерану Томасу Ернсту.
Візе переїхав в Бремен у 2005, мав можливість витіснити з основного складу ветерана Андреаса Райнке, але порвав хрестоподібні зв'язки й повністю пропустив першу половину сезону. Дебютував у Бундеслізі у складі «Вердера» в гостьовому матчі проти «Штутгарта» у лютому 2006, після серйозної травми Райнке, і залишався основним воротарем до кінця сезону 2005/06.
Здійснив безглузду помилку в матчі 1/8 фіналу Ліги чемпіонів проти «Ювентуса» 7 березня 2006: все йшло до перемоги «Вердера» за сумою двох матчів (3:2 в першому і 1:1 по ходу другого), але за кілька хвилин до кінця матчу після навісу з флангу Павела Недведа Візе схопив м'яч, притиснувши його до грудей, але той вислизнув з його рук і був відправлений Емерсоном у порожні ворота; в результаті в наступну стадію пройшов «Ювентус».
З сезону 2006/07 і до 2011/12 - безмінний воротар Вердер Бремен. 2 травня 2012 Тім Візе підписав контракт з «Гоффенгаймом 1899», якому він дістався безкоштовно, тому що його контракт з «Вердером» закінчився влітку 2012 року. Пробувши 2 роки у складі своєї нової команди заявив про закінчення кар'єри в збірній і в клубі.

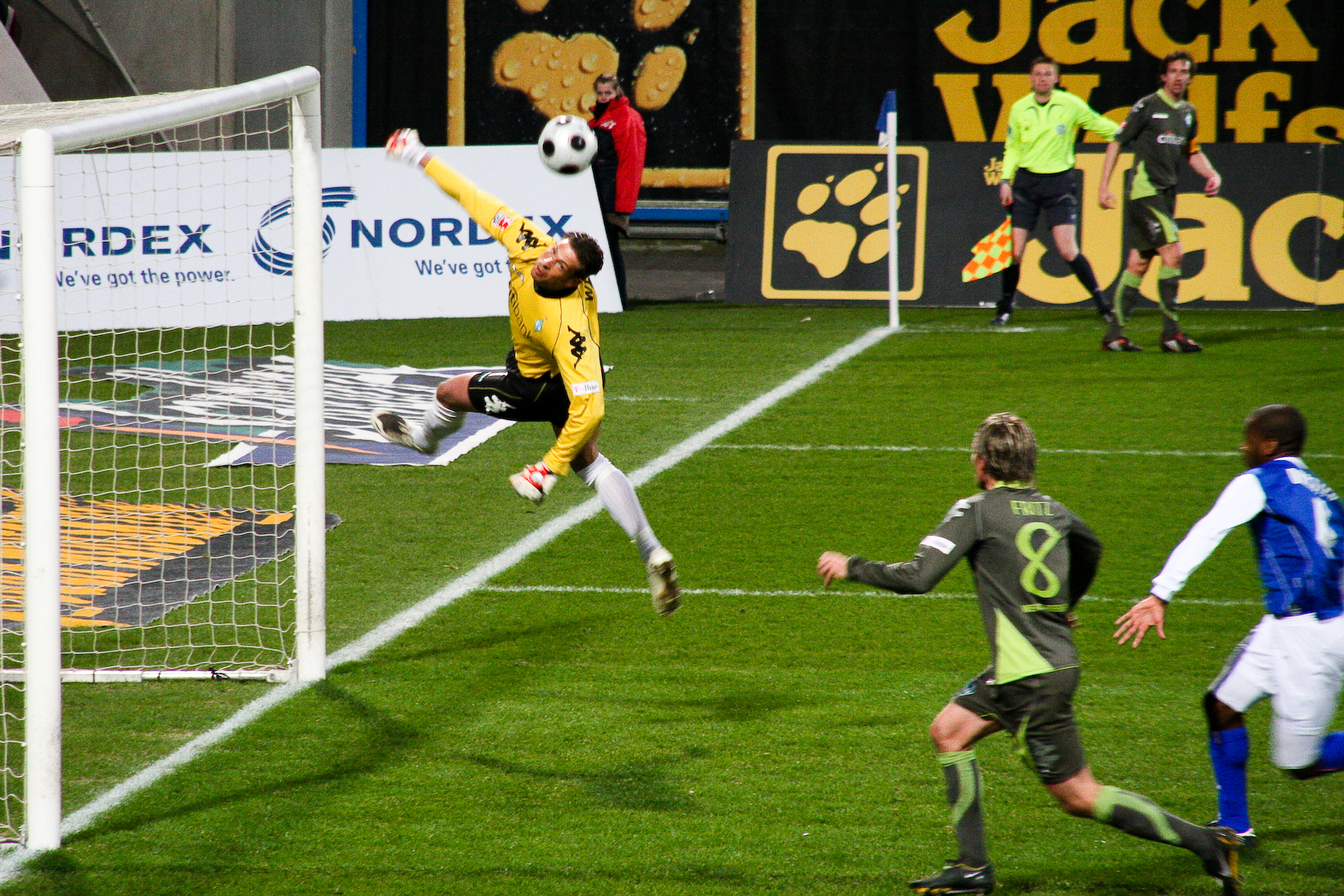
Тім Візе в грі за «Вердер»

## Кар'єра в збірній
Тім Візе дебютував у збірній Німеччини 19 листопада 2008 в матчі з Англією (1:2), замінивши у перерві Рене Адлера; на 84-й хвилині того матчу пропустив вирішальний гол від Джона Террі. Візе був заявлений у складі збірної на Чемпіонат світу з футболу у ПАР. В 2014 році закінчив кар'єру в збірній.

## Цікаві факти
- Після закінчення відходу з клубу Візе почав активну роботу над своїми м'язами і за декілька місяців набрав близько 100 кілограмів для заняття реслінгом. Як заявив колишній футболіст, він вже отримав декілька пропозицій від доволі відомих промоушенів реслінгу, в тому числі і від найбільшого - World Wrestling Entertainment.

## Досягнення
- Фіналіст Кубка УЄФА: 2008/09
- Срібний призер чемпіонату Німеччини: 2005/06, 2007/08
- Бронзовий призер чемпіонату Німеччини: 2006/07
- Володар Кубка німецької ліги: 2006
- Володар Кубка Німеччини: 2009
- Фіналіст Кубка Німеччини: 2003
- Володар Суперкубка Німеччини: 2009
- Бронзовий призер чемпіонату світу: 2010